# The Family International
Družinska mednarodna organizacija ( TFI ) je kult   ki je bil ustanovljen leta 1968 v Huntington Beachu v Kaliforniji v ZDA. Prvotno so ga poimenovali Najstniki za Kristusa, pozneje pa se je uveljavil kot  Otroci boga ( COG ). Kasneje so jo preimenovali in reorganizirali kot Družina ljubezni, ki je bila sčasoma skrajšana v Družino . Trenutno se imenuje Družina . 
TFI je sprva širil sporočilo o odrešenju, apokaliptizmu, duhovni "revoluciji in sreči" ter nezaupanju do zunanjega sveta, ki so ga člani poimenovali Sistem . Leta 1976  je začel postopek evangelizma, imenovan Flirty Fishing, ki je seks uporabljal za "izkazovanje Božje ljubezni in usmiljenja" in zmago spreobrnjencev, kar je povzročilo polemiko.  Ustanovitelj in preroški voditelj TFI David Berg (ki so ga v teksaškem tisku prvič imenovali "Mojzes David") si je sam dodelil naslove "kralj", "prerok zadnjega časa", "Mojzes" in "David". 
S svojimi privrženci je komuniciral prek "Pisma Mo" - učilnic in nasvetov o nešteto duhovnih in praktičnih temah - vse do smrti konec leta 1994.  Po njegovi smrti je njegova vdova Karen Zerby postala vodja TFI, ki je prevzela naslova "kraljica" in "prerokba". Poročila se je s Stevom Kellyjem (znan tudi kot Peter Amsterdam), Bergovim asistentom, ki ga je Berg izbral kot njen "sopotnik". Kelly je prevzela naslov kralja Petra in postala obraz TFI, v javnosti pa je govorila pogosteje kot David Berg ali Karen Zerby. Pretekli člani so že večkrat obtožili spolne zlorabe otrok.  

## Zgodovina

### Otroci Boga (1968–1977)
Člani Otrokov božjih (COG) so v različnih mestih ustanovili občine, ki jih najprej imenujejo kolonije (danes imenovane domovi). Na ulicah bi prosilizirali in delili brošure. Voditelji v COG so bili imenovani The Chain . 
Ustanovitelj gibanja David Brandt Berg (1919–1994) je bil nekdanji župnik krščanske in misijonske zveze . 
Do leta 1972 je imel COG 130 skupnosti po vsem svetu. 
Božje otroke so februarja 1978 ukinili. Berg je reorganiziral gibanje zaradi poročil o hudih kršitvah in finančnem slabem ravnanju, zlorabi verige Chain in nesoglasjih v zvezi z nadaljnjo uporabo Flirty Fishing . Skupina je bila obtožena tudi spolne zlorabe in posilstva mladoletnikov v organizaciji, kar je veliko dokazov v podporo tej trditvi. Gibanje je zapustila ena osmina celotnega članstva. Tisti, ki so ostali, so postali del reorganiziranega gibanja, imenovanega Družina ljubezni, kasneje družina. Večina prepričanj skupine je ostala enaka. 
 

Leta 1976 je pred razpustitvijo  Božjega otroka  David Berg uvedel novo prozelitizirano metodo, imenovano Flirty Fishing (ali FFing), ki je ženske člane spodbudila k "izkazovanju božje ljubezni" s spolnimi odnosi s potencialnimi spreobrnjenci. Flirty Ribolov so se ukvarjali člani Bergovega notranjega kroga od leta 1973, v splošno članstvo pa so ga uvedli leta 1976 in je postala običajna praksa znotraj skupine. Na nekaterih območjih so flirty ribiči uporabljali spremljevalne agencije, da bi se srečali s potencialnimi spreobrnjenci. Po poročanju TFI je "več kot 100.000 prejelo božji dar odrešenja po Jezusu, nekateri pa so se odločili živeti življenje učenca in misijonarja " kot rezultat Flirty Fishing.  Raziskovalec Bill Bainbridge je od TFI pridobil podatke, ki nakazujejo, da so člani med letoma 1974 in 1987 med spolnim stikom z 223.989 ljudi med izvajanjem Flirty Fishing imeli spolni stik.  
 Zaradi tega ker nismo dovoljevali spolnih odnosov med odraslimi in  nepolnoletnimi otroci in to tudi ni bilo v naši zapisani literaturi objavljeno pred 1986 smo dojeli da smo med pomembnim delom našega gibanja od leta 1978 do 1986 je bilo nekaj primerov ko so bili nepolnoletni  otroci  žrtve spolnih nadlegovanj . . . To je bilo uradno popravljeno leta 1986, ko je bil vsak stik med odraslo in mladoletno osebo (katero koli osebo, mlajšo od 21 let) razglasil za kaznivo dejanje, ki ga ni mogoče obravnavati.  
1. ↑  »The Children of God/The Family«. International Cultic Studies Association (ICSA). Arhivirano iz prvotnega spletišča dne 20. aprila 2020. Pridobljeno 23. decembra 2017.
2. ↑  »Group Information Archives«. Cult Education Institute. Arhivirano iz prvotnega spletišča dne 8. oktobra 2016. Pridobljeno 23. decembra 2017.
3. 1 2  »Flirty-fishing«. DavidBerg.org. Arhivirano iz prvotnega spletišča dne 9. avgusta 2014. Pridobljeno 2. marca 2014.
4. ↑  Niebuhr, Gustav (2. junij 1993). »'The Family' and Final Harvest«. The Washington Post. str. A01. Pridobljeno 27. aprila 2008. Sure, Alexander concedes, plenty of people object that The Family's 'Law of Love' permits sex outside marriage and that the group once used (and still espouses the concept and beliefs about) a practice known as 'flirty fishing' – the use of free sex to win converts.
5. ↑  »Index«. The xFamily.org Publications Database. 20. februar 2012. Pridobljeno 24. julija 2016.
6. ↑  »Young man's suicide blamed on mother's cult«. 5. december 2007.
7. ↑  »Sexo, mentiras e videotape«. UOL notícias (v portugalščini). Pridobljeno 2. decembra 2017.
8. ↑  »History – Mission«. DavidBerg.org. Arhivirano iz prvotnega spletišča dne 22. avgusta 2016. Pridobljeno 13. avgusta 2016.
9. ↑  »Our History«. The Family International. Arhivirano iz prvotnega spletišča dne 22. avgusta 2016. Pridobljeno 13. avgusta 2016.
10. 1 2  »Origins«. The Family International. Arhivirano iz prvotnega spletišča dne 29. aprila 2009. Pridobljeno 24. julija 2016.
11. ↑  Bainbridge, William Sims (1996). The Sociology of Religious Movements. Routledge. str. 223. ISBN 978-0-415-91202-0.
12. ↑  Borowik, Claire. »Statement From Family International«. NewDayNews.com. Arhivirano iz prvotnega spletišča dne 14. septembra 2005. Pridobljeno 30. junija 2005.